# Ksenia Peterburgskaya
Ksenia Peterburgskaya er en dansk dokumentarfilm fra 2017 instrueret af Sybilla Tuxen.

## Handling
En ung, russisk kvinde fortæller sin veninde historien om den russiske helgen Ksenia Peterburgskaya. Ksenia mistede sin elskede, da hun var meget ung, og blev vanvittig af sorg.
I filmens farvede rum møder man andre unge kvinder, der på hver sin måde er berørt af deres skæbne. Deres liv er voldsomme eller fantastiske, fyldt af lys og mørke, sorg eller sælsom lykke. På russisk findes der et ord, avos’, der beskriver mennesker, som giver sig hen til deres skæbne. Man kan synes de er godtroende, man kan også sige at de tror på det gode.